# Fundación Chile Unido
Fundación Chile Unido es una institución privada antiabortista chilena sin fines de lucro. Fundada en 1998 se financia a través de donaciones. Desde 2007 está dirigida por Heriberto Urzúa Sánchez.

## Programas y actividades
El programa Acoge una Vida entrega apoyo, contención y acompañamiento a mujeres con embarazos no deseados o no planificados. Según su directora ejecutiva Verónica Hoffmann este programa rechaza el uso del aborto incluso en casos de violación o de inviabilidad fetal, dos de los principales casos en los que la legislación chilena permite el aborto. Con este propósito han realizado campañas publicitarias o editado varios libros como Mirada a la Familia en el 2025. Una Nueva Realidad… ¿estamos preparados? (2008) o Conciliación Familia y Trabajo. Guía de Buenas Prácticas (2007). Entre ellos están Me muero, Me van a matar, Los primeros meses, Piensa en ti y No hay vida.Entre algunas de las actividades que realiza la fundación está la celebración del Día del Niño que está por Nacer, los 25 de marzo o la Noche por la Vida, una comida anual a beneficio de la Fundación desde 2012, y que congregó a más de mil asistentes en 2014.
El programa Comunícate entrega orientación y apoyo psicológico a personas que quieren encontrar una vía de solución a sus problemas, mejorar su salud mental y su bienestar.  Chile Unido entregó, de forma gratuita, asistencia con su equipo de psicólogos a la gente afectada en el incendio de Valparaíso en 2013.
También trabajan en el área de Conciliación del trabajo con la familia. Junto a la Revista ya del periódico El Mercurio, realizan estudios anuales a empresas públicas y privadas para destacar las prácticas que concilien a trabajadores padres y madres con las organizaciones. Realizan asesorías a empresas sobre la base de charlas, talleres y programas relacionados con recursos humanos y al equilibrio y calidad de vida. Establecieron una Red de Empresas Conciliación Trabajo y Familia para generar instancias de fortalecimiento y difusión de prácticas de Conciliación Trabajo y Familia.

## Controversias
En 2023 Opendemocracy y La Pública publicaron un reportaje en el destaparon que la organización ha recibido a lo largo de los años financiación directa de las municipalidades de Vitacura y Las Condes, así como del Ministerio de Hacienda durante las dos administraciones de Sebastián Piñera, pese a que el financiamiento es con dinero público estas donaciones no son públicas ya que la . Esto llevó a un requerimiento del Servicio de Impuestos Internos a desvelar la identidad y la cuantía de estos montes, decisión que en 2024 la Corte de Apelaciones de Santiago decidió revocar debido a que la normativa chilena establece el secreto tributario.